# Haeckeliania sperata
Haeckeliania sperata är en stekelart som beskrevs av Pinto 2005. Haeckeliania sperata ingår i släktet Haeckeliania och familjen hårstrimsteklar.
Artens utbredningsområde är:
- Costa Rica.
- Dominica.

Inga underarter finns listade i Catalogue of Life.